# Airlander 10

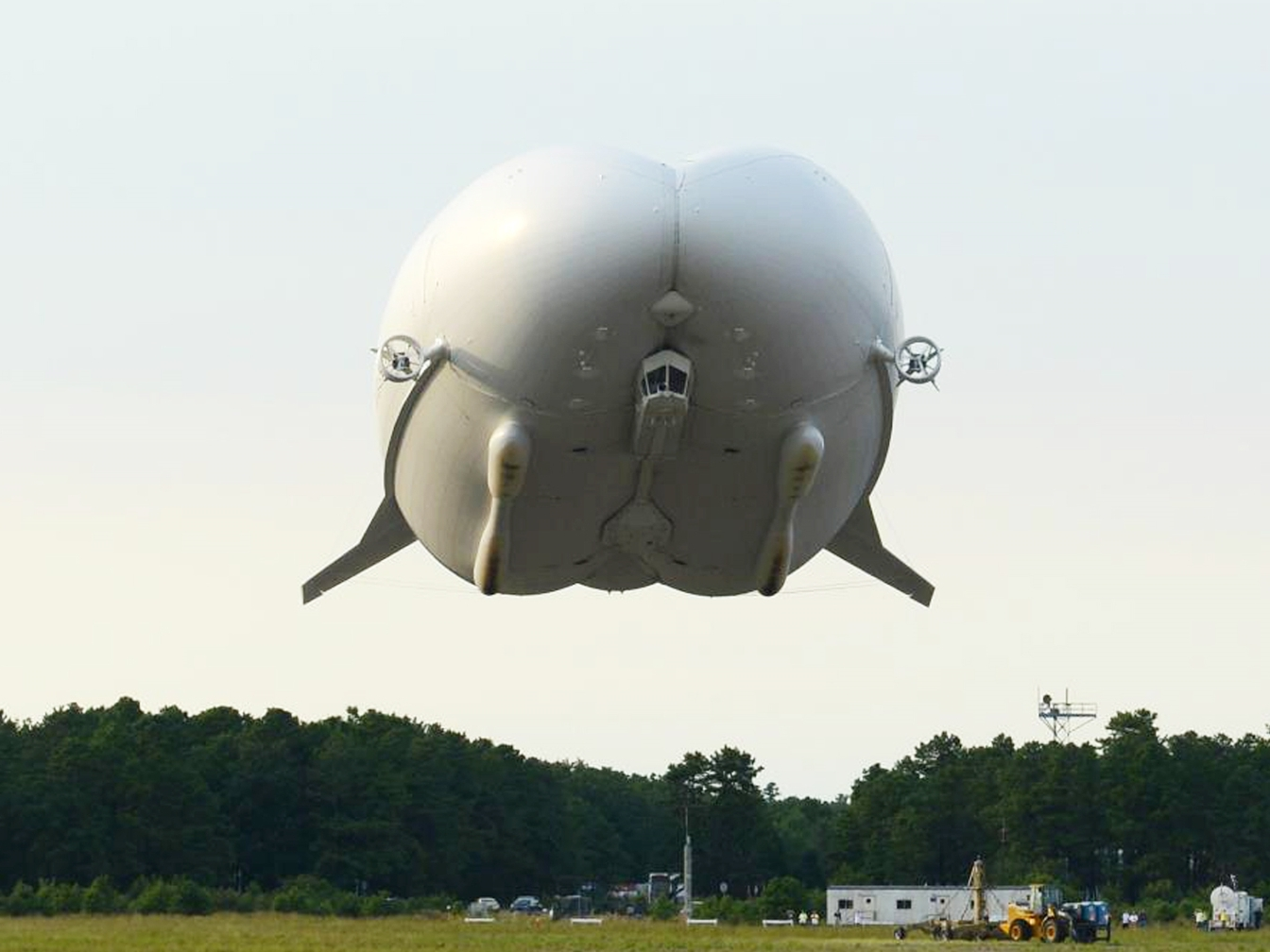
HAV 304 у польоті, серпень 2012

Airlander 10 (англ. Hybrid Air Vehicles HAV 304 Airlander 10) — гібридний дирижабль британської компанії Hybrid Air Vehicles.
За типом є гібридом наповненого гелієм дирижабля, літака і гелікоптера.
Через своєрідну форму HAV 304 отримав прізвисько «The Flying Bum» («The Flying Butt», «The Flying Buttocks»), тобто «Летюча дупа», а його фотографії у цьому контексті стали вірусними.

## Історія створення
У 2012 році компанія Hybrid Air Vehicles отримала контракт на виробництво дирижабля для армії США.
Апарат проектували у співпраці з американською аерокосмічною корпорацією Northrop Grumman у рамках програми LEMV (Long Endurance Multi-Intelligence Vehicle) з розробки безпілотних багатоцільових розвідувальних аеростатних систем. Однак через скорочення оборонного бюджету контракт припинили, а перший побудований апарат HAV-3 повернули компанії.
На його основі і створили Airlander 10.

## Характеристики та конструкція

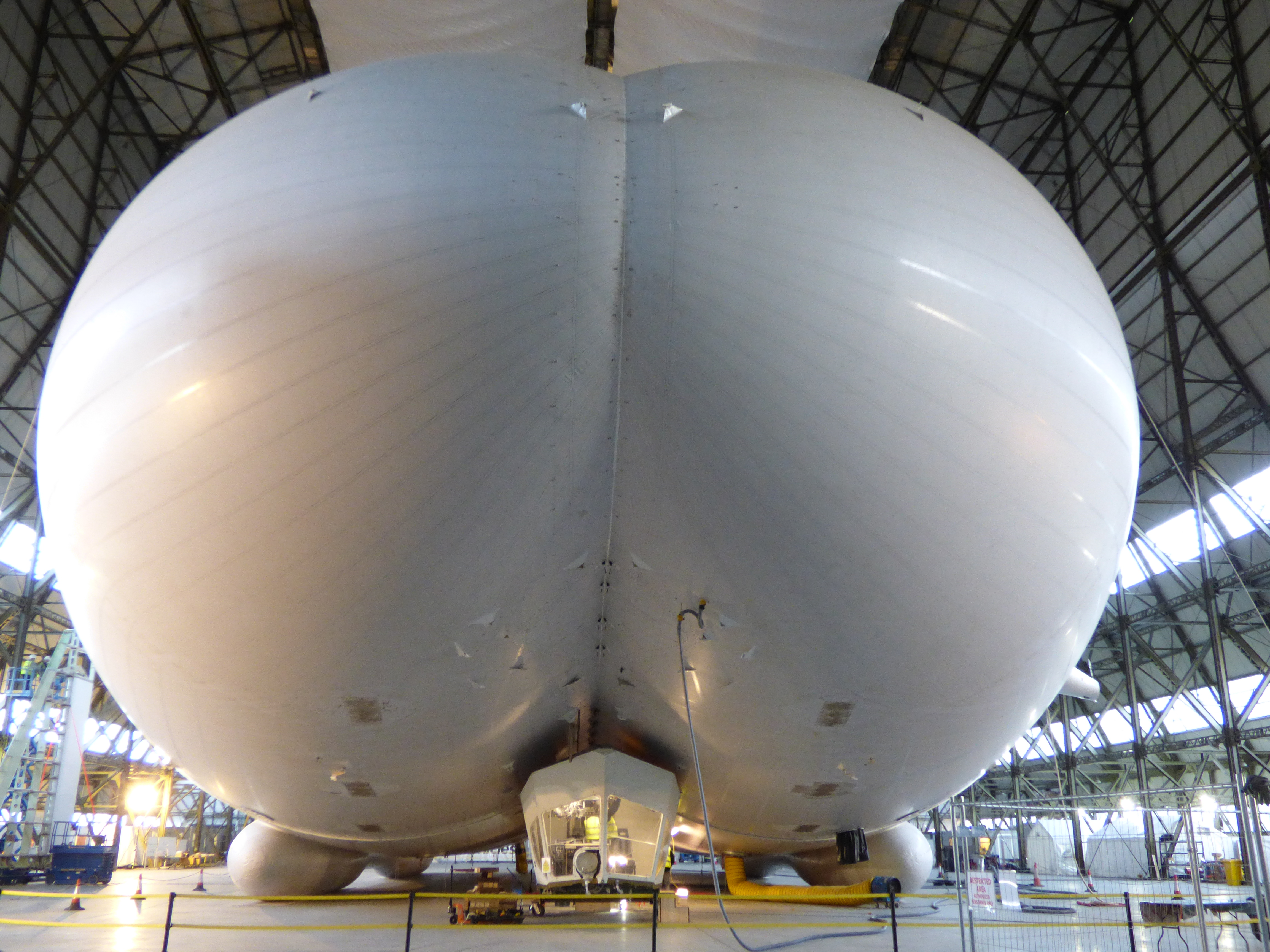
Airlander 10 в ангарі, січень 2016

Довжина дирижабля 92 метра, він на вісім метрів довший за найбільший у світі літак Ан-225 «Мрія» та на 25 відсотків більший за літак Boeing 747. Апарат є сумішшю літака, гелікоптера та наповненого гелієм дирижабля. Дирижабль зберігає форму за рахунок тиску газу, який його наповнює, а його оболонка — це корпус, виготовлений з сучасного високоміцного полімеру «вектрана». Також у конструкції використані кевлар і майлар.
Вага апарата становить 20 тонн. Вона знижена за рахунок максимального використання у виробництві композитних матеріалів.
Розробники стверджують, що дирижабль зможе піднятися на висоту шести кілометрів і розганятися до швидкості 148 км/год., а корисне навантаження апарата складатиме до 10 тонн, перебувати в повітрі він зможе до п'яти діб.

## Можливе застосування
Спочатку дирижабль розроблявся, як частина військового проекту, однак може використовуватись для контролю стану трубопроводів. Завдяки своїм можливостям дирижабль також можна буде використовувати для доставки великих вантажів у важкодоступні райони, наприклад, під час рятувальних операцій.

## Запуски
17 серпня 2016 року у Великій Британії здійснено перший політ дирижабля Airlander 10. Нетривалий, але успішний політ літального апарата відбувся через 85 років після того, як раніше із того ж аеродрому в жовтні 1930 року в свій останній політ вирушив дирижабль.

## Інциденти
24 серпня 2016 року під час другого випробовувального польоту біля аеродрому Кардінгтон в Бедфордширі (Велика Британія) дирижабль не дуже вдало приземлився. Він повільно спікірував передньою частиною в землю і пошкодив кабіну. За словами представників компанії Hybrid Air Vehicles, екіпаж не постраждав. У ЗМІ з'явилася інформація про те, що причиною інциденту став телеграфний стовп який судно зачепило за кілька сотень метрів до посадки, але в компанії спростували цю заяву..
У квітні-травні 2017 року льотні випробування гібридного літального апарата Airlander 10 було поновлено.